# Estudio cinematográfico

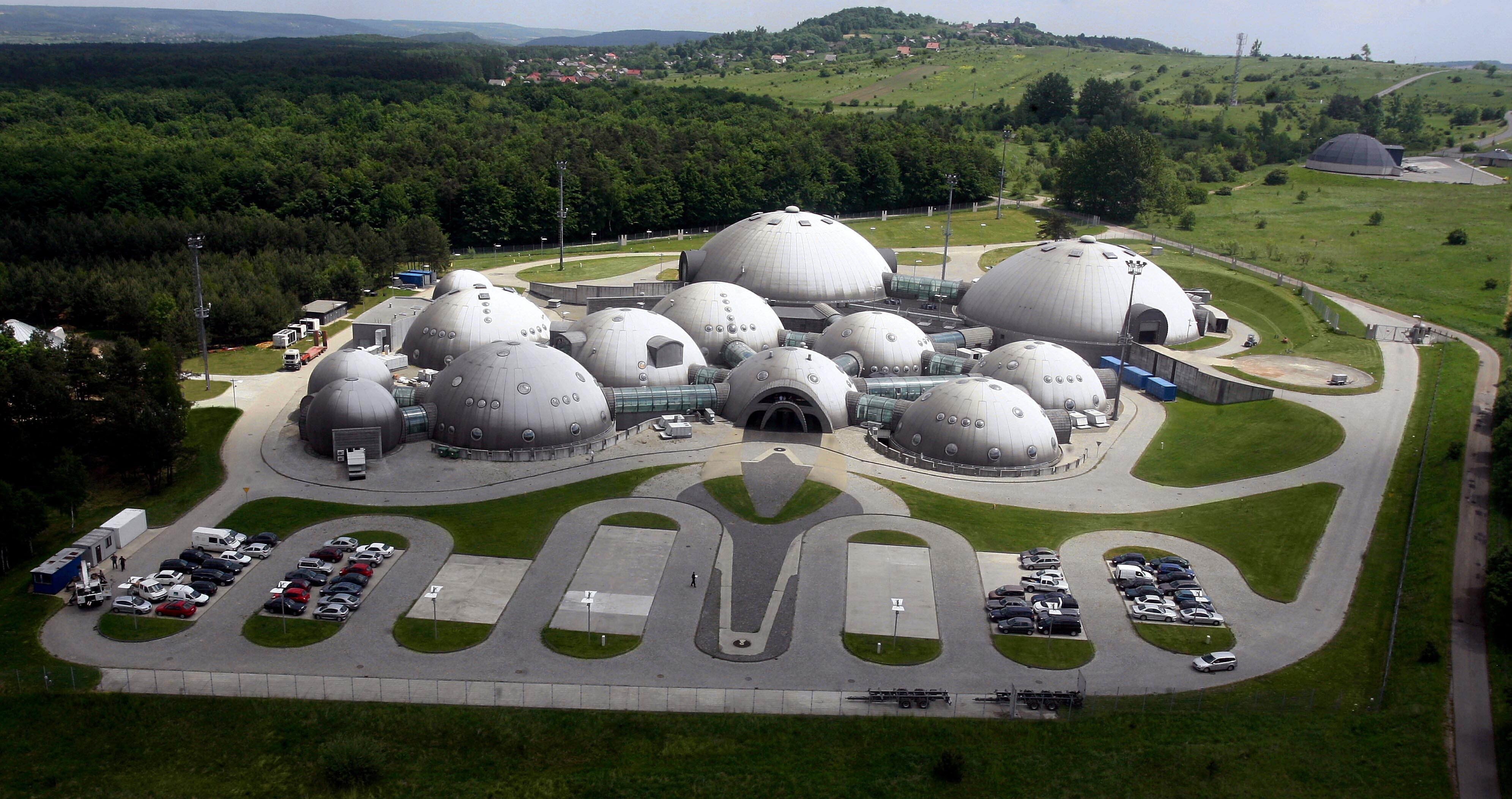
Alvernia Studios: Estudio cinematográfico ubicado cerca de Cracovia, Polonia, a 18 km (10 millas) del aeropuerto de Cracovia-Balice, con oficinas adicionales en Mumbai y Varsovia.

Un estudio cinematográfico (al que también se refieren los términos estudio de cine, estudio a secas o productora) es una empresa, por lo general privada, que dispone de todos los medios necesarios para la producción y el rodaje de películas y a veces incluso también para su distribución en salas de proyección.

## Majorsy estudios independientes
Los estudios cinematográficos de mayor éxito y distribución en el mundo no son en realidad empresas independientes dedicadas enteramente a la producción de películas sino que suelen ser, sobre todo, subdivisiones de otras empresas, de las que forman parte. Por ejemplo, en Estados Unidos, The Walt Disney Company es una empresa dividida en otras empresas subordinadas, entre las que se cuentan estudios de producción tanto cinematográfica (Walt Disney Pictures, Walt Disney Studios) como musical (Walt Disney Records), así como otras empresas dedicadas a otras actividades como por ejemplo la distribución en salas de proyección (Walt Disney Studios Motion Pictures), canales de televisión (Disney Channel) y un largo etcétera. Este ejemplo, el de la compañía fundada por Walt Disney en 1923, The Walt Disney Company, es el de una compañía que hace parte de las llamadas majors del cine, las productoras dominantes, en contraposición a otras productoras que no tienen los medios de ofrecer una constelación así de subdivisiones y departamentos especializados y existen sólo como entidades únicas e independientes. Por ejemplo, Europacorp, fundada por el director francés Luc Besson.[cita requerida]
Durante la primera mitad del siglo XX, las majors de Hollywood (en Los Ángeles, Estados Unidos) dominaron el mercado mundial de la cinematografía, fundando lo que ha venido a llamarse el sistema de estudios, pero en tiempos más recientes han surgido otros sistemas de estudios localizados en otras partes del mundo, como por ejemplo en China o también en la India, país este último que ha fundado su propio sistema de estudios, al que se ha dado el nombre de Bollywood (contracción entre el nombre de Hollywood y el nombre de la ciudad india de Bombay).[cita requerida]

## Estudios cinematográficos
| Nombre                                   | Lugar                                | Foros | Películas notables grabadas |        |
| ---------------------------------------- | ------------------------------------ | ----- | --- | ------ |
| Avala Studios                            | Belgrado, Serbia                     | 4     | Shadow of Memories | [ 1 ]  |
| Barrandov Studios                        | Praga, República Checa               |       | Misión imposible, The Bourne Identity (2002), Casino Royale (2006), Las crónicas de Narnia: el príncipe Caspian (2008) o Nosferatu (2024). | [ 2 ]  |
| BBC Television Center                    | Londres, Reino Unido                 | 3     | The Graham Norton Show | [ 3 ]  |
| Broadway Stages Brooklyn                 | Nueva York, Estados Unidos           | 47    | El irlandés, Law & Order: Special Victims Unit y Halston                                                                                   | [ 4 ]  |
| Broadway Stages Queens                   | Nueva York, Estados Unidos           | 12    | El irlandés, Law & Order: Special Victims Unit y Halston                                                                                   | [ 4 ]  |
| Elstree Studios                          | Elstree and Borehamwood, Reino Unido | 7     | La chica danesa, The Crown y The World's End                                                                                               | [ 5 ]  |
| Estudios Churubusco                      | Ciudad de México, México             | 8     | La jaula de oro, No se aceptan devoluciones y Dune                                                                                         | [ 6 ]  |
| Estudios Shepperton                      | Londres, Reino Unido                 | 11    | Cruella, 1917, Downton Abbey y El regreso de Mary Poppins                                                                                  | [ 7 ]  |
| PFI Studios                              | Belgrado, Serbia                     | 8     | Extinción, Tau y Ibiza | [ 8 ]  |
| Pinewood Studios                         | Londres, Reino Unido                 | 24    | Star Wars: Episodio IX, Venom, Rocketman y Dumbo                                                                                           | [ 9 ]  |
| Pinewood Atlanta Studios Trilith Studios | Atlanta, Georgia                     | 24    | La mayoría de las películas de Marvel Studios y las del DC Universe (DCU)                                                                  | [ 9 ]  |
| Pinewood Studios Toronto                 | Toronto, Canadá                      | 11    | It, ¡Shazam!, Jupiter's Legacy y Let It Snow                                                                                               | [ 10 ] |
| Pinewood Studios República Dominicana    | Santo Domingo, República Dominicana  | 3     | XXX: reactivado, 47 Meters Down: Uncaged y Old                                                                                             | [ 11 ] |
| Vision Team                              | Belgrado, Serbia                     | 3     | La trampa y Besa | [ 12 ] |
| Vista Studios                            | Los Ángeles, Estados Unidos          | 8     | Confetti | [ 13 ] |

## Ejemplos de estudios cinematográficos
- Ubisoft Film & Television
- 20th Century Studios (Estados Unidos)
- Amblin Entertainment (Estados Unidos)
- Anchor Bay Entertainment (Estados Unidos)
- Argentina Sono Film (Argentina)
- Artisan Entertainment (Estados Unidos)
- Atomic Monster Production (Estados Unidos)
- AB Svensk Filmindustri (Suecia)
- A Band Part (Estados Unidos)
- Annapurna Studios (Hyderabad, India)
- Atlas Studios (Marruecos)
- Ardmore Studios (Irlanda)
- AVM Productions (Chennai, India)
- Studio Babelsberg (Alemania)
- Barrandov Studios (República Checa)
- Bavaria Film (Alemania)
- BBC Films (Reino Unido)
- Biograph Studios (Estados Unidos)
- Blue Sky Studios (Estados Unidos)
- The Bridge Studios (Columbia Británica, Canadá)
- Cannon Films (Estados Unidos)
- CBS Films (Estados Unidos)
- CBS Fox Video (Estados Unidos, Reino Unido)
- CTB Kinokompaniya (Rusia)
- Christie Film Company (Estados Unidos)
- Churubusco-Azteca (México)
- Ciby 2000 (Canadá, Noruega, Reino Unido)
- Cinema City International (Hong Kong)
- Cinergi Pictures (Estados Unidos)
- Columbia Pictures (Estados Unidos)
- Columbia TriStar Home Video (Estados Unidos)
- Crystal Sky Pictures (Estados Unidos)
- Dimension Films (Estados Unidos)
- Disneynature (Francia)
- Dynamo Producciones (Colombia)
- DreamWorks (Estados Unidos)
- DC Films (Estados Unidos)
- Edison Studios (Estados Unidos)
- Edison's Black Maria (Estados Unidos)
- Elstree Studios (Reino Unido)
- EON Productions (Estados Unidos, Reino Unido)
- Eros Entertainment (India)
- Estudios del Sol (México)
- Famous Players Film Company (Estados Unidos)
- FBO (Estados Unidos)
- Full Moon Features (Estados Unidos)
- Fireworks Entertainment (Estados Unidos; Cuba)
- Five & Two Pictures (Estados Unidos)
- Focus Features (Estados Unidos)
- Fourstars Films (España)
- Fox Searchlight Pictures (Estados Unidos)
- Fox Star Studios (India)
- Fox Video (Estados Unidos)
- Gaumont Film Company (Francia)
- Gary Sanchez Production (Estados Unidos)
- Gener8Xion Entertainment (Estados Unidos)
- Genius Products (Estados Unidos), Australia, Reino Unido)
- Globo Filmes (Brasil)
- Goldwyn Pictures (Estados Unidos)
- GoodTimes Entertainment (Estados Unidos)
- Gorky Film Studio (Rusia)
- Grassroots Films (Estados Unidos)
- Guild Home Video (Estados Unidos, Reino Unido)
- Hemdale Film Corporation (Estados Unidos)
- Hengdian World Studios (China)
- Hollywood Pictures (Estados Unidos)
- Innova Dreams Films (México)
- IP9 Studios (México)
- ITC Entertainment (Reino Unido)
- Jerry Bruckheimer Films (Estados Unidos)
- Jim Henson Home Entertainment (Estados Unidos, Reino Unido)
- Kadokawa Pictures (Japón)
- Kanteerava Studios (Bangalore, India)
- Kalem Company (Estados Unidos)
- KDK Factory (Estados Unidos)
- Keystone Studios (Estados Unidos)
- Korda Studios (Hungría)
- Legendary Pictures (Estados Unidos)
- Lemon Studios (México)
- Lenfilm (Rusia)
- Lions Gate Entertainment (Estados Unidos, Reino Unido, Canadá)
- Lubin Studios (Estados Unidos)
- Lucasfilm (Estados Unidos)
- LVN Pictures (Filipinas)
- Marwah Films & Video Studios (Nueva Deli, India)
- MediaPro Pictures (Rumanía)
- Méliès Films (Francia)
- Media Asia Entertainment Group (Hong Kong)
- Metro-Goldwyn-Mayer (Estados Unidos)
- Miramax Films (Estados Unidos)
- Moldova-Film (Moldavia)
- Moonbeam Entertainment (Estados Unidos)
- Mosfilm (Unión Soviética, actualmente Rusia)
- Mutual Film (Estados Unidos)
- National Film Board of Canada (Canadá)
- Nerigan Entertainment (Nueva Zelanda, Rusia)
- Nestor Studios (Estados Unidos)
- New Line Cinema (Estados Unidos)
- New World Pictures (Estados Unidos, Cuba, Reino Unido)
- Nordisk Film (Dinamarca)
- Nu Boyana Film (Bulgaria)
- Orion Pictures (Estados Unidos)
- Open Road Films (Estados Unidos)
- Overture Films (Estados Unidos)
- Padmalaya Studios (Hyderabad, India)
- Paramount Pictures (Estados Unidos)
- Pathé (Francia)
- Pantelion Films (Estados Unidos)
- Pinewood Studios (reino Unido)
- Pixar Animation Studios (Estados Unidos)
- Possibility Pictures (Estados Unidos)
- Praise Pictures (Estados Unidos)
- Premium Picture Productions (Estados Unidos)
- Premiere Productions (Filipinas)
- Producciones Cinematográficas Nacionales (Santa Fe)
- Project ALPHA (Internacional)
- Pure Flix Entertainment (Estados Unidos)
- Ramanaidu Studios (Hyderabad, India)
- Ramoji Film City (Hyderabad, India)
- Rank Organisation (Reino Unido)
- Republic Pictures (Estados Unidos)
- Revolution Studios (Estados Unidos)
- RKO-Radio Pictures (Estados Unidos)
- Russian World Studios (Rusia)
- Sampaguita Pictures (Filipinas)
- The Safran Company (Estados Unidos)
- Sanrio (Estados Unidos, Japón)
- Screen Gems (Estados Unidos, Reino Unido
- Se-ma-for (Polonia)
- Selig Polyscope Company (Estados Unidos)
- Shanghai Film Group Corporation (China)
- Shaw Brothers Studio (Hong Kong, China)
- Shepperton Studios (Reino Unido)
- Sherwood Pictures (Estados Unidos)
- Solax Studios (Estados Unidos)
- Somali Film Agency (Somalia)
- Sonar Entertainment (Estados Unidos)
- Sony Pictures Entertainment (Estados Unidos, Japón)
- Soyuzmultfilm (Rusia)
- Spiderwood Studios (Estados Unidos)
- Spyglass Entertainment (Estados Unidos)
- Studio Babelsberg (Alemania)
- StudioCanal (Reino Unido, Canadá)
- Studio Ghibli (Japón)
- Summit Entertainment (Estados Unidos)
- Sverdlovsk Film Studio (Rusia)
- Thanhouser Company (Estados Unidos)
- Three Mills Studios (Reino Unido)
- THX (Estados Unidos, Australia, Brasil, Reino Unido)
- Tiffany Pictures (Estados Unidos)
- Toei (Japón)
- Toho (Japón)
- Touchstone Pictures (Estados Unidos)
- Triangle Film Corporation (Estados Unidos)
- TriStar Pictures (Estados Unidos, Reino Unido)
- Troblemaker Studios (Estados Unidos)
- Twickenham Film Studios (Reino Unido)
- Twisted Pictures (Estados Unidos)
- United Artists (Estados Unidos, Reino Unido, Cuba)
- Universal Studios (Estados Unidos)
- Victor Studios (Estados Unidos)
- Village Roadshow Pictures (Estados Unidos, Reino Unido)
- Vitagraph Studios (Estados Unidos)
- Walt Disney Pictures (Estados Unidos, Reino Unido)
- Warner Bros. (Estados Unidos)
- Warner Bros. Park (España)
- Wimbledon Studios (Reino Unido)
- WingNut Films (Estados Unidos, Nueva Zelanda)
- The Weinstein Company (Estados Unidos)
- World Wide Pictures (Estados Unidos)
- Village Roadshow Pictures (Australia)
- Yishesh Films (India)
- Zash Raj Films (India)